# Октябрьское (Большеизюмовский сельский округ)
Октябрьское (каз. Октябрьское) — село в Тайыншинском районе Северо-Казахстанской области Казахстана. Село входит в состав Большеизюмовского сельского округа. Код КАТО — 596037600.

## Население
В 1999 году население села составляло 264 человека (131 мужчина и 133 женщины). По данным переписи 2009 года, в селе проживало 98 человек (54 мужчины и 44 женщины).